# Spinterometro

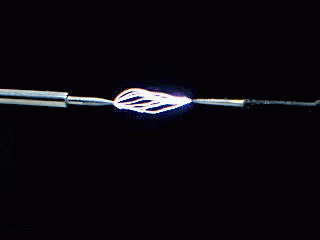
Uno spinterometro

Lo spinterometro è un dispositivo utilizzato per generare scariche elettriche nell'aria attraverso due elettrodi comunicanti ad un circuito ad induzione. I primi usi di questo apparato riguardano la propagazione di onde elettromagnetiche sperimentate da James Clerk Maxwell nel 1864, mentre dal 1891 in poi Nikola Tesla utilizzò vari tipi di spinterometri asincroni, sincroni rotanti e fissi nelle sue apparecchiature radio. Oggi è usato per l'accensione di lampade ad arco e come strumento di misura per determinare il valore di differenza di potenziale elettrico per tensioni particolarmente elevate, dove i normali voltmetri non possono arrivare.
È un dispositivo relativamente semplice, costituito da due sfere o aste sospese in aria e ciascuna collegata ai due punti tra i quali si deve effettuare la misura (uno dei due punti può essere la terra). La distanza tra i terminali viene progressivamente ridotta per mezzo di sistemi a vite o a pulegge fino a quando l'intensità del campo elettrico supera il valore di rigidità dielettrica dell'aria e si verifica lo scoccare di una scintilla.
Sapendo che l'aria secca presenta un valore di rigidità dielettrica di 3000 volt per millimetro si può direttamente calcolare la tensione misurando la distanza tra gli elettrodi.
Grandi spinterometri con separazioni di diversi metri sono utilizzati in laboratori di fisica ed ingegneria elettrica specializzati in alta tensione.
Questi dispositivi sono ampiamente utilizzati specialmente nelle linee elettriche aeree di media ed alta tensione come dispositivo di protezione dalle sovratensioni di carattere impulsivo di origine atmosferica. In questo utilizzo vengono anche chiamati scaricatori di sovratensioni.
Principalmente esistono due tipi di questi dispositivi di protezione:
- A corna;
- Ad aste.

L'utilizzo di questi dispositivi diventa necessario per proteggere principalmente i trasformatori e le catene di isolatori, che non resisterebbero a sollecitazioni elettriche di origine atmosferica.
Pur essendo un dispositivo molto semplice, lo spinterometro è molto efficace per dare una prima smorzata alla sovratensione, che poi verrà gestita o meno da altri componenti per esempio i varistori MOV.
La taratura non può essere effettuata precisamente, dato che la tensione d'intervento viene stabilita dalla distanza dei due poli e quindi dipende dalla rigidità dielettrica dell'aria, che varia in funzione di pressione, umidità e ventilazione.